# Fiestas de Algeciras

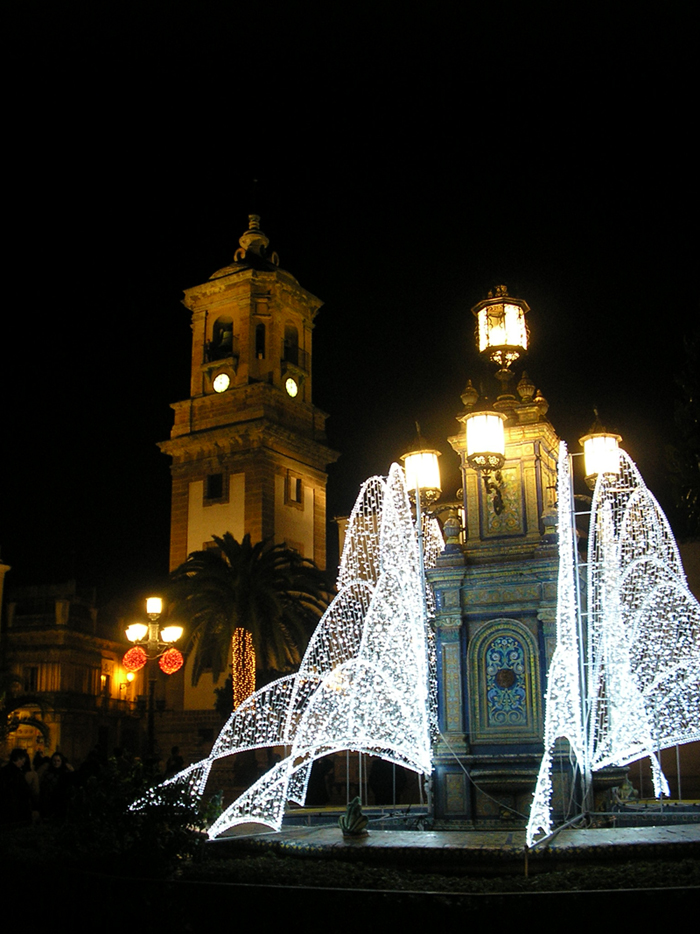
Cinco minutos antes de Año Nuevo en la Plaza Alta.

En el conjunto de las fiestas de Algeciras se encuentran muchas que por su particular importancia o modo de celebrarse constituyen una seña de identidad de esta localidad andaluza. Son especialmente importantes por su limitada área de distribución las fiestas del arrastre de latas, las adas o los tosantos que aunque son fiestas recurrentes en parte del sur andaluz tienen características propias en la ciudad de Algeciras. Son dos las fiestas patronales celebradas en la ciudad, la fiesta en honor de la Virgen de La Palma, patrona de la localidad, y las fiestas en honor de la Virgen del Carmen, patrona de los pescadores. A pesar de la importancia de los carnavales algecireños y de su Semana Santa la fiesta por excelencia de Algeciras es la Feria Real con una duración de nueve jornadas y que reúne tanto durante la noche como durante el día a gran cantidad de algecireños en el Real de Las Colinas.

## Arrastre de latas (5 de enero)
La mañana que precede a la Cabalgata de los Reyes Magos los niños de la ciudad pasean por las calles arrastrando ristras de latas. Existen varias historias sobre su origen: la creada por el escritor Juan Ignacio Pérez en 1999 (que en pocos años ha arraigado en los más pequeños), en la que se cuenta que con el ruido ocasionado por dicho arrastre se asustaba al Gigante Botafuegos que, cuando llegaba la noche de Reyes, cubría la ciudad con una nube gris para que así los Reyes magos no pudieran ver donde vivían y no les dejaran sus regalos. El arrastre producía un ruido que indicaría a los Reyes Magos la presencia de niños en el lugar. La otra razón sobre el origen de esta costumbre es la que recuerda la gente mayor de la ciudad: que antiguamente los niños arrastraban sus juguetes de hojalata viejos, y hacían ruido para que los reyes se dieran cuenta de que estaban gastados y viejos y querían unos nuevos.

## Las Adas (febrero)
Es una de las fiestas con más solera de la ciudad, se celebran en febrero, antes y durante el Carnaval en diversos puntos de la ciudad. Consiste en la degustación gratuita en plena calle de diversas especialidades gastronómicas, sobre todo ligadas al mar. Son organizadas por asociaciones culturales y vecinales de los barrios del centro de la ciudad. La primera de las Adas que se celebra es la Adobada de La Bajadilla, en ella se ofrece pescado adobado, la Ortigada del barrio de San Isidro, con sus ortigas fritas se celebra la semana antes de carnaval, la Gran Ada de la Plaza Alta reúne a todas las asociaciones de vecinos el primer sábado de carnaval y en ella se ofrecen todas las especialidades del resto de las Adas, la Inesperada es organizada por la Peña carnavalesca Cine Cómico de la Fuente Nueva se caracteriza por ofrecer cada año un manjar diferente e inesperado, la Fritada es organizada en la playa de Getares por la asociación de vecinos de la zona, en ella se degusta todo tipo de pescaíto frito, finalmente la Peña Ferroviaria ofrece el domingo de carnaval la Chorizada con todo tipo de embutidos.

## Carnaval (febrero)

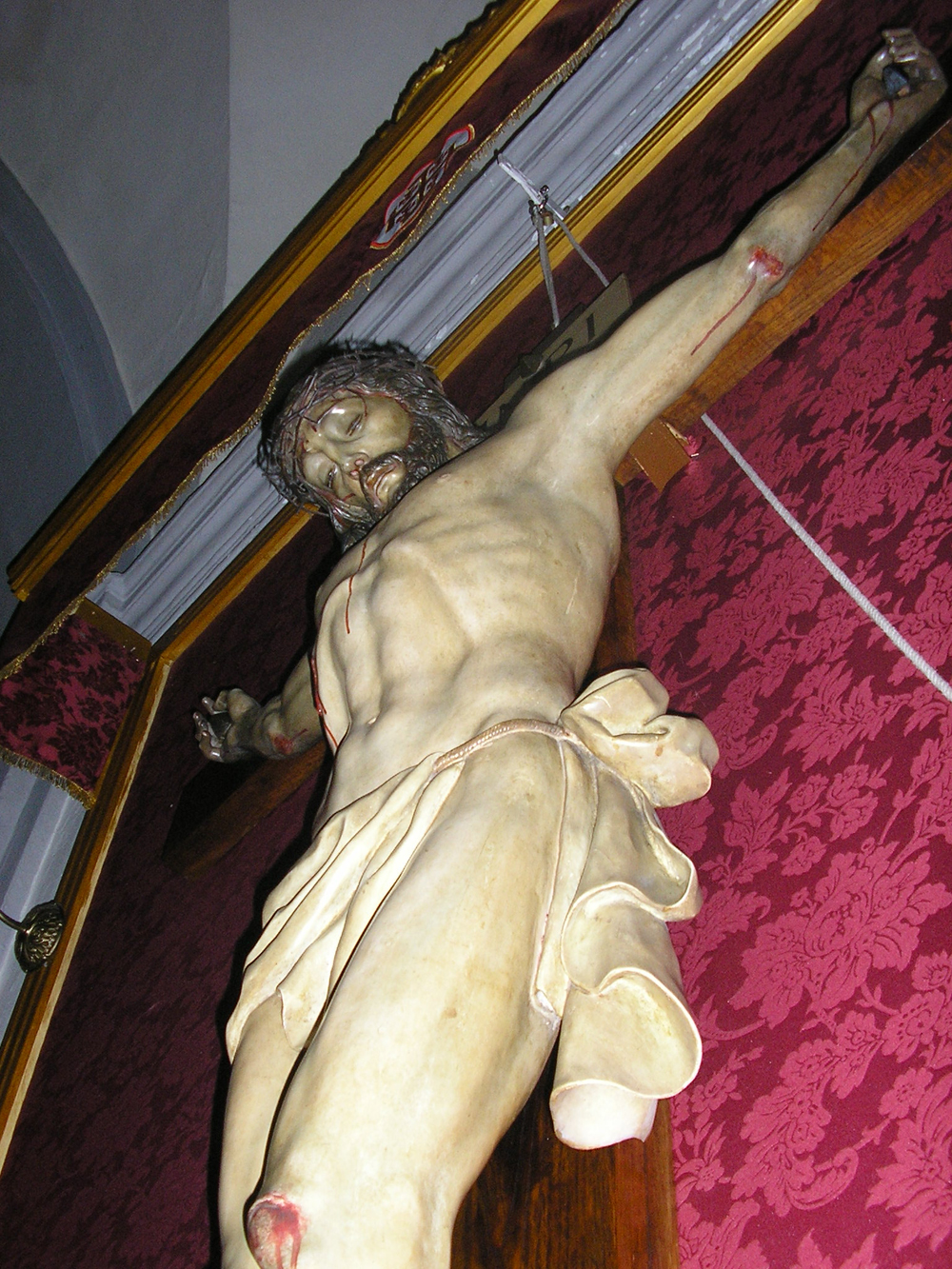
Cristo de la Fe antes de su procesión, en la Iglesia de la Palma.

Tras tener gran popularidad antes de la guerra civil el carnaval de Algeciras está recuperándose desde que en 1981 se celebrara el primero tras la prohibición de la dictadura.
La ciudad tiene un concurso de agrupaciones (de la comarca y de Ceuta) con secciones para chirigotas, comparsas, coros y cuartetos, además de una reina del carnaval y reina infantil, cuyas coronaciones se realizan en el Paseo Cristina.

## Semana Santa de Algeciras
Durante esta fiesta religiosa procesionan por la ciudad nueve cofradías con diecinueve pasos desde sus parroquias hasta el centro de la ciudad. De entre todas las imágenes que desfilan por la ciudad destaca la del Cristo de Medinaceli de la Parroquia de San Isidro por la pasión que desata entre los creyentes, este paso lleva consigo el mayor número de penitentes y promesa de la ciudad y su recorrido acaba con el encuentro entre esta imagen y la de la Virgen de la Esperanza saludándose en la puerta de su parroquia.

## Feria Real de Algeciras (junio)

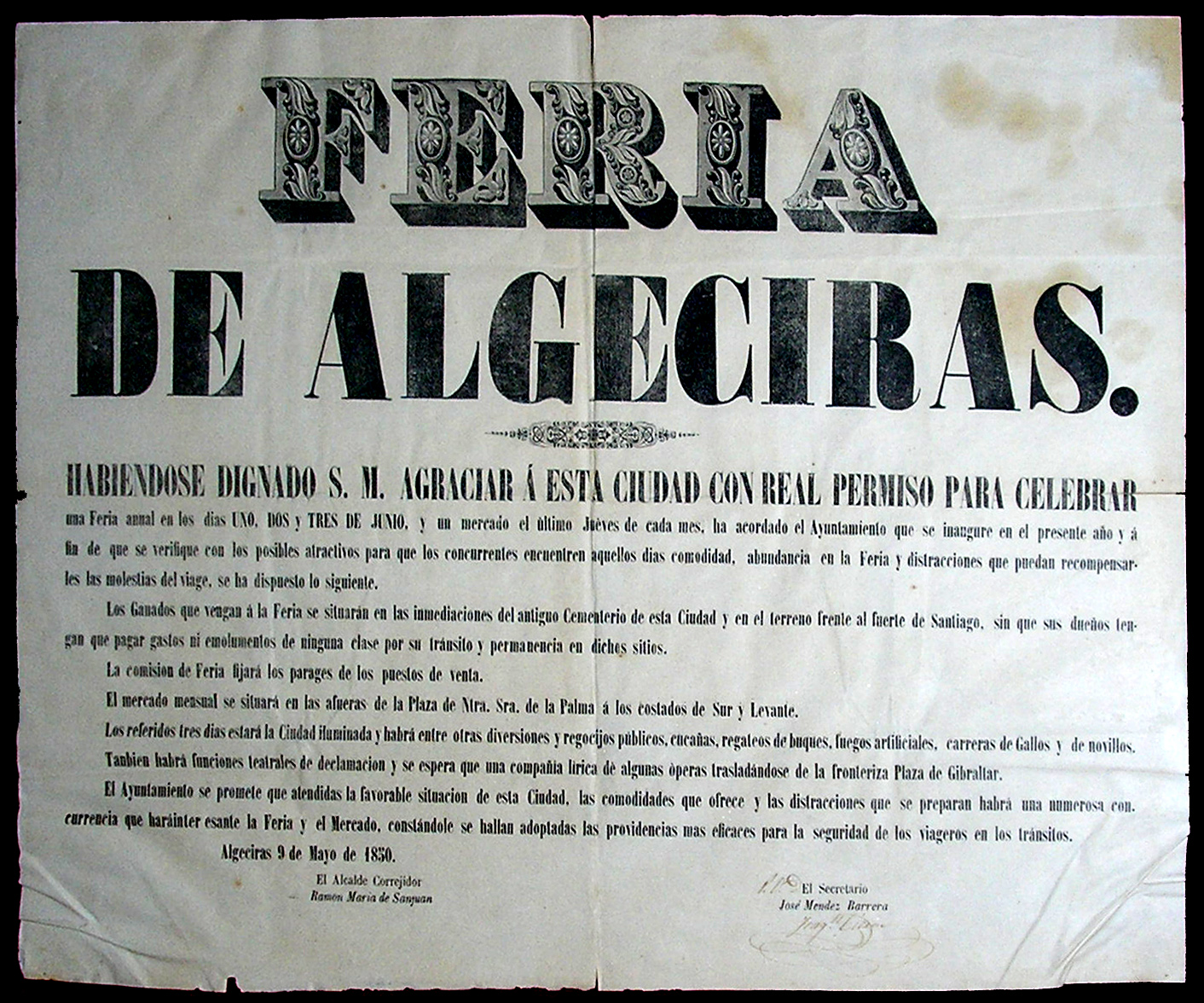
Primer cartel de feria de Algeciras.

Nombrada de Interés Turístico Nacional, es una de las ferias más importantes de Andalucía y, sin duda, la fiesta más importante de la ciudad. Se celebró por primera vez en 1850 cuando se dio permiso para celebrar una feria de ganado los tres primeros días de junio, hoy la Feria Real se extiende 9 días. Se organiza en el recinto ferial situado en la Carretera de Málaga. La feria se celebra tanto durante el día como durante la noche, siendo este momento cuando se encuentran en funcionamiento las atracciones mecánicas conocidas como cacharritos que hacen las delicias de los niños, durante el día la vida se hace en las casetas, tanto en las privadas como en las públicas donde diversas orquestas locales amenizan el ambiente. Antes de la feria se produce la coronación de la Reina y la Cabalgata y durante ella son comunes las actuaciones musicales y diversos acontecimiento taurinos. También se celebra la feria de ganado donde se presentan ejemplares de la comarca, sobre todo las reputadas vacas retintas y que en 2009 cumple su edición número 160.

## Festividad de Nuestra Señora del Carmen (16 de julio)
Tradicionalmente, embarcaciones de todo tipo acompañan a la imagen de la Virgen en un paseo por la bahía para llevarla hasta la playa del Rinconcillo donde desfila transportada por las esposas y madres de los marineros.

## Fiestas patronales en honor de Nuestra Señora la Virgen de la Palma (agosto)
La patrona de la ciudad de Algeciras es la Virgen de la Palma desde que el 26 de marzo de 1344, domingo de Ramos, Alfonso XI consagrara en su nombre la mezquita mayor de la ciudad tras su conquista por parte de Castilla. Años después se consagraría esta mezquita como catedral compartiendo la ciudad junto a Cádiz sede de la diócesis. La imagen original de la virgen abandonó la ciudad junto a sus habitantes con la reconquista musulmana de 1369 y no volvería hasta la repoblación de la ciudad durante el siglo XVIII.
Actualmente las fiestas patronales en honor a Nuestra Señora de La Palma tienen lugar durante la primera quincena de agosto con una procesión de la imagen desde la Iglesia de Nuestra Señora de la Palma por distintas calles de la ciudad.
Simultáneamente tiene lugar una romería marítima en la que otra imagen de la patrona es rescatada del fondo de la bahía, donde ha permanecido un año completo, para ser limpiada en la playa del Rinconcillo y venerada el día completo con ofrendas florales para volver al atardecer de nuevo al fondo de las aguas.

## Fiesta de los Tosantos (Todos los Santos) (noche del 31 de octubre y mañana del 1 de noviembre)

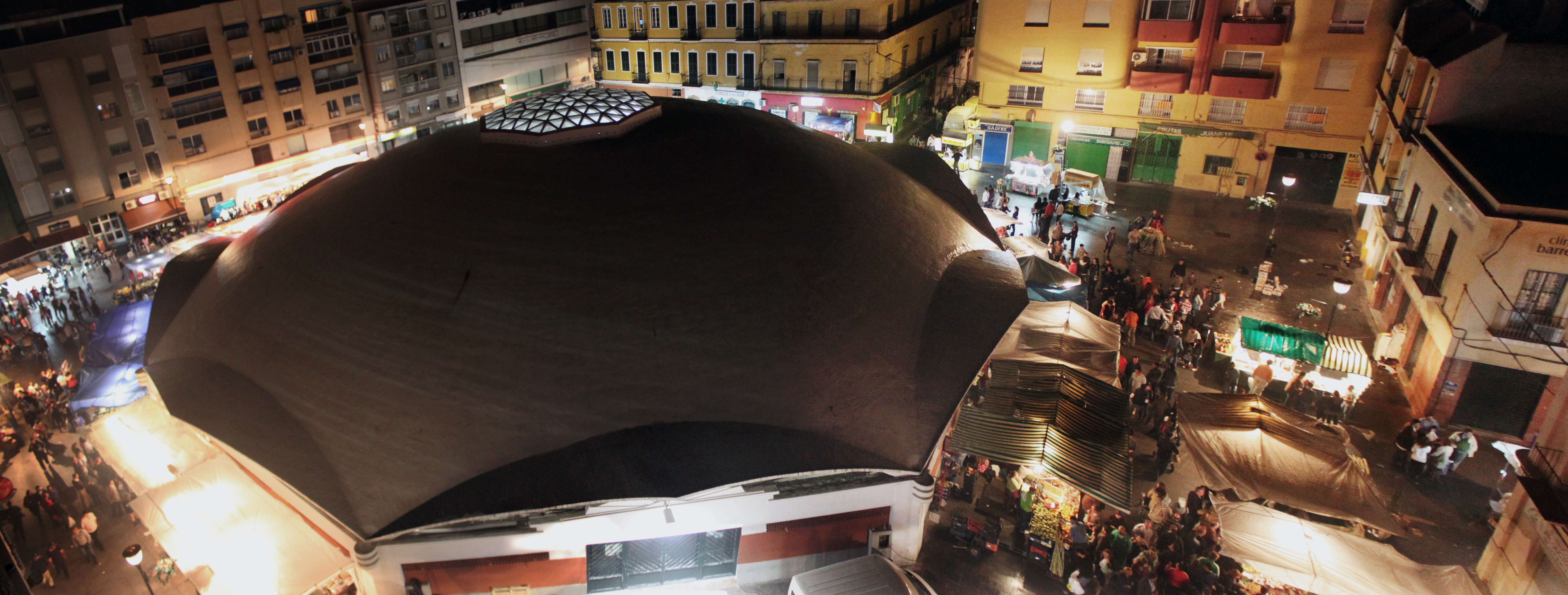
Mercado de abastos durante la fiesta de Tosantos de 2010.

Es tradicional en esta fiesta que los algecireños se reúnan en el mercado de abastos por la noche del día 31 de octubre para comprar frutos secos, castañas asadas, caña de azúcar y productos típicos del invierno para luego comérselas en la Plaza Alta; el ambiente tanto de la Plaza de Abastos como de la Plaza Alta es amenizado esa noche con bandas de música y teatros de marionetas. Esta tradición, muy arraigada en la ciudad, se complementa la mañana del día 1 de noviembre con salidas al campo para consumir los productos comprados la noche antes, antiguamente se realizaba en una zona conocida como los Pinos pero el crecimiento de la ciudad hizo desaparecer este lugar de acampada.

## Año Nuevo (31 de diciembre)
Los algecireños celebran el nuevo año frente al reloj de la Iglesia de la Palma, en la Plaza Alta, y entre las sirenas de los barcos del puerto.